# Naarn im Machlande
Naarn im Machlande é um município da Áustria localizado no distrito de Perg, no estado de Alta Áustria.